# Archidiecezja Genui
Archidiecezja Genui – archidiecezja Kościoła rzymskokatolickiego w północno-zachodnich Włoszech. Została erygowana jako diecezja w III wieku. W roku 1133 została podniesiona do rangi archidiecezji. Podczas reformy administracyjnej Kościoła włoskiego z 1986 roku została połączona z diecezją Bobbio-San Colombano i przyjęła nazwę archidiecezji Genui-Bobbio. Po korekcie reformy z 1989 powróciła jednak do dawnej nazwy i jednocześnie uzyskała swoje współczesne granice. Wchodzące w jej skład parafie leżą na terenie dwóch świeckich prowincji – prowincji Genua w Ligurii oraz prowincji Alessandria w Piemoncie. Ordynariusz archidiecezji tradycyjnie otrzymuje kreację kardynalską.